# Callirrhoe (Mond)
Callirrhoe (auch Jupiter XVII) ist einer der äußersten Monde des Planeten Jupiter.

## Entdeckung
Callirrhoe wurde am 19. Oktober 1999 von den Astronomen Jim V. Scotti, Timothy B. Spahr, Robert S. McMillan, Jeffrey A. Larsen, Joe Montani, Arianna E. Gleason und Tom Gehrels mit einem 36-Zoll-Teleskop am Kitt-Peak-Nationalobservatorium im Rahmen des Spacewatch-Programmes der University of Arizona entdeckt. Zunächst hielt man den Himmelskörper für einen Asteroiden (1999 UX18). Timothy B. Spahr stellte am 18. Juli 2000 fest, dass es sich um einen weiteren Mond des Jupiter handelte, der dann die vorläufige Bezeichnung S/1999 J 1 erhielt.
Benannt wurde der Mond nach Kallirhoe, der Mutter des Ganymed aus der griechischen Mythologie.

## Bahndaten
Callirrhoe umkreist Jupiter in einem mittleren Abstand von 24.102.000 km in etwa 759 Tagen. Die Bahn weist eine Exzentrizität von 0,283 auf. Mit einer Neigung von 147,1° ist die Bahn retrograd, d. h., der Mond bewegt sich entgegen der Rotationsrichtung des Jupiter um den Planeten.
Callirrhoe wird aufgrund ihrer Bahneigenschaften der Pasiphae-Gruppe zugerechnet.

## Physikalische Daten
Callirrhoe hat einen mittleren Durchmesser von etwa 7 km (mit einem äquatorialen Radius von 4,3 km). Die Dichte wird sehr grob auf 2,6 g/cm³ geschätzt, denn der Mond ist vermutlich überwiegend aus silikatischem Gestein aufgebaut. Callirrhoe weist eine sehr dunkle Oberfläche mit einer Albedo von 0,04, d. h., nur 4 % des eingestrahlten Sonnenlichts werden reflektiert. Ihre scheinbare Helligkeit beträgt 20,8m.